# Дмоховский, Франциск

Герб Побог

Франциск Салези Дмоховский (пол. Franciszek Salezy Dmochowski; 1801—1871) — польский писатель, поэт, переводчик, издатель, публицист, литературный критик, сатирик, журналист.
Инициатор возникновения в Польше мелко-розничной книготорговли.

## Биография
Представитель литовского шляхетского рода, герба Побог.
Родился в семье писателя, поэта и переводчика Францишека Ксаверия Дмоховского (1762—1808). Получил домашнее образование под руководством отца. В 1809—1817 годах учился у пиаристов в Варшаве. Затем изучал право и живопись в Императорском Варшавском университете.
В студенческие годы под влиянием лекций К. Бродзинского заинтересовался литературой. Из-за сложной материальной ситуации, начал преподавать в начальных классах Варшавского лицея.
В 1820—1821 годах был одним из редакторов еженедельника «Tygodnik Polski i Zagraniczny», продолжал преподавать польский язык в лицее. Затем занялся хозяйством в своём имении Свеш (ныне Радзеювский повят, Куявско-Поморское воеводство, Польша), а после его продажи в 1822—1824 годах арендовал деревню недалеко от Бжезины.
Вернувшись в Варшаву, занялся интенсивной издательской деятельностью (владел собственной типографией и двумя книжными магазинами в Варшаве). Издал собрание сочинений своего отца.
Начиная с 1825 года в серии «Национальная библиотека» опубликовал труды Ф. Д. Князьнина и Ф. Заблоцкого. Издавал в своей собственной типографии «Gazeta Korrespondenta», «Biblioteka Polska» и библиотеку иностранных романов, переведенных, в основном, им самим.
Кроме того, в 1825—1860 годах редактировал издания «Biblioteka Polska» (1825—1826), «Gazeta Korespondenta Krajowego i Zagranicznego» с приложением «Rozmaitości Warszawskie» (1826—1829), «Przewodnik Polski» (1829), «Niepodległość» (1831), «Muzeum Domowe» (1835—1839), «Kronikę Wiadomości Krajowych i Zagranicznych» (1856—1860).
Участник дискуссий сторонников классицизма и романтизма. Считая Ф. Дмоховского сторонником псевдоклассицизма, А. Мицкевич написал против него статью: «О recenzentach i krytykach warszawskich».
В основном, переводил английские и французские романы, (в том числе и для нужд своего издательства). Среди авторов, переведенных Дмоховским — Легуве, Расина, Мольера, Шатобриана, Бальзака, Диккенса, В. Скотта, Вергилия и др.
Печатал в «Biblioteka Polska» критические статьи о польской литературе, эклектического характера.
Написал очень интересные воспоминания о событиях из польской жизни за время от 1806 до 1830 года. Уже в старости составил учебник для гимназии: «Nauka, prozy, poezyi i zarys pismiennictwa polskiego».
Ф. Дмоховскому принадлежит заслуга сбора и сохранения рукописей К. Бродзинского. Частью по ним, частью по памяти восстановил он курс лекций К. Бродзинского по истории литературы, напечатанный в издании сочинений К. Бродзинского, изданных Ю. Крашевским.
С 1858 года был членом сельскохозяйственного общества в Царстве Польском. Член-корреспондент Краковского научного общества (с 1869).